# 부다 사운드의 음반
이 문서는 부다 사운드에서 발매한 음반 목록이다.

## 1990년대
- 1994년 11월 ?일 DJ DOC - 슈퍼맨의 비애
- 1995년 5월 ?일 DJ DOC - 머피의 법칙
- 1996년 3월 ?일 DJ DOC - 대한민국 만세
- 1996년 7월 ?일 DJ DOC - Summer
- 1996년 12월 1일 DJ DOC - D제2덕
- 1997년 4월 1일 DJ DOC - DJ.DOC 4th Album
- 1997년 5월 ?일 DJ DOC - In Fourth
- 1998년 8월 1일 DJ DOC - 디제이덕 Best Of Best Panda Mix

## 2000년대
- 2000년 5월 16일 DJ DOC - The Life... DOC Blues 5%[1]
- 2000년 12월 12일 DJ DOC - Season's Greeting
- 2000년 12월 18일 DJ DOC - The Best DJ.DOC
- 2003년 8월 19일 DJ DOC - Street Life
- 2004년 7월 ?일 DJ DOC - [Digital Single] One Night[2]
- 2004년 11월 9일 DJ DOC - Love & Sex,Happiness[3]
- 2007년 2월 13일 리오 케이코아 - ILL SKILL
- 2007년 2월 21일 라임버스 - Get On The Bus
- 2007년 11월 19일 라임버스 - [Digital Single] The Way Stop
- 2008년 6월 16일 라임버스 - [Digital Single] Rebuild 1/4
- 2008년 11월 27일 라임버스 - [Digital Single] Rebuild 2/4
- 2009년 5월 21일 45RPM - [Digital Single] 천하무적 야구단
- 2009년 7월 7일 라임버스 - [Digital Single] Rebuild 3/4

## 2010년대
- 2010년 2월 23일 레드락 - [Digital Single] I Believe
- 2010년 7월 29일 DJ DOC - 풍류
- 2011년 3월 28일 DJ DOC - 강력반 OST Part.3[4]
- 2011년 9월 14일 45RPM  - [Digital Single] This Is Love
- 2012년 9월 24일 45RPM - [Digital Single] 오래된 친구[5]
- 2015년 6월 8일 45RPM - [Digital Single] Love Sign[6]
- 2015년 6월 15일 45RPM  -[Digital Single] 버티기[7]
- 2015년 12월 11일 45RPM  - Rappertory[8]